# Kapital
Kapital je v ekonomiji trajen vir financiranja, ki ga v podjetje vložijo lastniki ali pa je nastal z uspešnim poslovanjem podjetja. Z vidika podjetja je to obveznost do lastnikov, če ne prej pa po prenehanju delovanja podjetja. 
Računovodski standardi izhajajo iz finančnega pojmovanje kapitala, po katerem je vrednost začetnega vloženega kapitala (osnovni kapital), določena z vrednostjo sredstev, ki so jih v podjetje vložili lastniki tako v obliki denarja kot tudi v obliki stvari.
Kapital se lahko poveča z dodatnimi vložki ali pa z nerazdelitvijo čistega dobička.

## Kapital v marksistični ekonomiji
Najbolj splošna definicija kapitala, ki drži za vse njegove oblike je, da je to vrednost, ki jo njen lastnik (kapitalist) vrže v cirkulacijo z namenom, da bi mu nazaj pritekla večja količina denarja, kot pa je vanjo stekla. Takšno povečanje vrednosti je ključen pogoj, da ta vrednost postane kapital, hkrati pa je glavni smoter cirkulacije kapitala.
Iz tega razloga se cirkulacija kapitala razlikuje od blagovne cirkulacije. Običajna blagovna menjava se začne z blagom, ki preide v denarno obliko in nato nazaj v (drugo) blago; takšno cirkulacijo shematično prikažemo kot B(1)-D-B(2). Namen blagovne cirkulacije je tako pridobiti blago z neko zaželeno uporabno vrednostjo; denar je pri tem samo vmesni člen. Skrajšana shema blagovne cirkulacije je tako B(1)-B(2).
To za cirkulacijo kapitala ne drži. Ta se začne in tudi konča v denarni obliki; shematični prikaz cirkulacije kapitala je tako D-B-D' (veljati mora D'>D); tukaj je blagovna oblika tista, ki ima prehodno vlogo. Poenostavljena shema ima obliko D-D', takšno obliko pa je mogoče neposredno aplicirati na vsakršen kapital.

### Kapital kot družbeni odnos
Zgornja definicija kapitala je določena izključno iz vidika njegove cirkulacije; sama na sebi ne pojasni, kako pride do opisanega povečanja vrednosti. Tega ni možno pojasniti v okviru blagovne (in tudi denarne) cirkulacije, ampak je področje opazovanja treba razširiti na proces družbene produkcije. Ta korak je bistvenega pomena, saj smo v nasprotnem primeru ujeti v misticizem in tavtologijo, da je naravna lastnost vrednosti, da se sama povečuje in da je s tem kapital. Marxov opis takšnega pojmovanja:
»(...) kapital je denar, kapital je blago. Dejansko pa vrednost postane tu subjekt procesa, v katerem sama – ob neprestanem spreminjanju iz denarne oblike v blagovno in obratno – spreminja svojo lastno velikost, se kot presežna vrednost trga od same sebe kot prvotne vrednosti, se sama veča. (…) Dobila je okultno sposobnost, da ustvarja vrednost, ker je sama vrednost. Koti žive mladiče ali nese vsaj zlata jajca.«
Proces večanja vrednosti kapitala je nasprotno vezan na produkcijo presežne vrednosti, ta pa je vezana na mezdno delo. Mezdno delo je pa že po svoji definiciji družbenega značaja; je odnos med mezdnim delavcem in kapitalistom. Da je mezdno delo prevladujoč produkcijski odnos, nadalje ni stalnica, ampak posledica zgodovinskega razvoja družbe. Da je izpolnjen osnovni pogoj kapitala (tj. vrednost, ki se poveča), tako ni odvisno od kapitala samega, ampak ti mehanizmi izhajajo iz širših produkcijskih odnosov družbe. Najbolj osnovni pogoj, da lahko vrednost sploh postane kapital, je tako kapitalistična privatna lastnina, ki pa je vprašanje lastništva družbenih produkcijskih sredstev in je zatorej družbeni odnos.
Dodaten razlog, zakaj je kapital družbeni odnos, je njegova vezanost na blagovno menjavo, ki je ključno za realizacijo proizvedene presežne vrednosti. Takšno stanje pa ponovno ni naravni zakon, ampak mora zanj biti izpolnjenih več družbenih pogojev. Tako mora na primer prevladujoči način produkcije biti blagovno gospodarstvo (tj. produciranje za trg, ne za lastne potrebe), pogoj za blagovno menjavo pa je ponovno privatna lastnina, ki na makroekonomskem nivoju ni povezana drugače kot s trgom.
Nadalje niso vsakršna produkcijska sredstva tudi kapital. Produkcijska sredstva so kapital le, če so uporabljena v okviru kapitalistične produkcije, če so torej izpolnjeni zgoraj našteti pogoji; da so v zasebni lasti kapitalista, da je temelj produkcije mezdno delo, sama produkcija je namenjena prodaji na trgu, njen glavni namen pa je ustvarjanje profita. Če ti pogoji niso izpolnjeni, produkcijska sredstva niso kapital. Produkcijska sredstva neodvisnega kmeta tako niso kapital. Ravno tako produkcijska sredstva v komunizmu, navkljub temu, da je produkcija kolektivnega značaja, niso kapital; niso v privatni lasti, ni mezdnega dela, ni trga, cilj produkcije pa ni profit, temveč kritje družbene potrebe.

### Cirkulacija kapitala
Osnovno formulo cirkulacije kapitala (D-B-D') je treba dopolniti. Natančneje: treba je obrazložiti, kaj se zgodi med D-B in B-D. Prvi korak je uvedba vmesnega člena P (produktivni kapital). Prilagojena cirkulacija kapitala je tako D-B...P...B'-D'. B' označuje blagovno obliko kapitala, ki vsebuje presežni produkt; D' označuje kapital v denarni obliki po uspešno opravljeni cirkulaciji (tj. kapital, ki vključuje novo proizvedeno presežno vrednost).
Kapital ima tekom ene cirkulacije tri oblike: denarno, blagovno in produktivno. Denarno in blagovno obliko kapital prevzame, ko je v blagovni cirkulaciji; ta kapital se tako imenuje cirkulacijski kapital. 
Prva faza cirkulacije kapitala je njegova pretvorba iz denarne v blagovno obliko; to pomeni dobava vsega potrebnega za potek produkcijskega procesa. To po eni strani pomeni nabavo delovne sile, ki je vir živega dela in s tem presežne vrednosti. Pomeni pa tudi nakup produkcijskih sredstev, ki so nujna za realizacijo delovne sile in ki vsrkajo živo delo. V produktivni fazi se kapital začasno umakne iz cirkulacije, v tem obdobju pa poteka produkcija presežne vrednosti. 
Ko je produkcijski proces končan, kapital ponovno stopi v cirkulacijo v blagovni obliki. V tej fazi kapital že vsebuje presežno delo (razliko med vrednostjo delovne sile in ustvarjeno vrednostjo), ki pa še ni presežna vrednost. Ta je v denarni obliki, kar vodi do zadnje faze cirkulacije kapitala; prodaje blaga in s tem pretvorba kapitala nazaj v denarno obliko. Ta faza je ključna za realizacijo presežne vrednosti, njen neuspeh pa je začetna točka gospodarske krize.
Kvalitativno med začetno in končno obliko kapitala ni razlike, je pa zaradi presežne vrednosti (proizvedene v produktivni fazi in realizirane v cirkulaciji) kvantitativna razlika; kapital po koncu cirkulacije (D') je večji kot na začetku (D).

#### Produktivni in obrestonosni kapital
Opisana formule cirkulacije kapitala je splošna formula. Veljavna je tako na nivoju celotnega družbenega kapitala kot za produktivni kapital; slednji je definiran kot kapital, pod katerim poteka produkcija presežne vrednosti (Marx uporablja tudi izraz »fungirajoči« kapital). Takšna formula pa ni univerzalna v smislu, da velja za vsak posamezni kapital. Obrestonosni kapital, ki je standardna oblika kapitala za banke, nima produktivne faze (vsaj neposredno ne). Njegova formula se najbolj približuje čisti abstraktni definiciji kapitala, da je to vrednost, ki se je zmožna sama od sebe povečati. Za to ne potrebuje niti blagovne oblike, saj obrestonosni kapital obstaja izključno v denarni obliki; njegova formula je poenostavljena na D-D', pri čemer ponovno velja D'>D.
Vse povedano pa drži le, če zorni kot omejimo na obrestonosni kapital. Slednji je namreč za svoje funkcioniranje (tj. da se njegova vrednost dejansko poveča) še vedno odvisen od produkcije presežne vrednosti; njegova posebnost je v tem, da ta produkcija poteka pod nekom drugim. Lastnik obrestonosnega kapitala (upnik) svoj kapital posodi dolžniku, pod okriljem tega dolžnika pa poteka cirkulacija produktivnega kapitala brez vsakršnih posebnosti. Obrestonosni kapitalist tako posoja denar drugim (bodočim) kapitalistom, da ga uporabijo kot kapital, obrestonosni (bančni) kapitalist pa kot upnik dolžniku pobere del presežne vrednosti. Ta odtegljaj presežni vrednosti so obresti, te obresti pa so tako imenovana cena kapitala; ta je večinoma izražena procentualno, torej kot razmerje obrestonosnega kapitala po in pred začetkom njegove cirkulacije (D'/D). Dolžnik mora upniku torej vrniti začetno vrednost posojilo (glavnico) in obresti; ob vračilu glavnice dolžnik nima izgub (razen če ima probleme v sami cirkulaciji kapitala), jih pa ima z vračilom obresti.
Čeprav se zdi takšna izguba profita zaradi obresti za dolžnika neugodna, pa hkrati tudi velja, da mu še vedno ostane profit, ki ga drugače ne bi imel (ker bi imel manjši obseg produkcije). Kredit se pogosto uporablja kot finančni vzvod, s katerim je navkljub obrestim višina profita za kapitalista bistveno večja, kot če bi deloval zgolj s svojim lastnim kapitalom. Iz tega razloga je bančni kapital bistvenega pomena za koncentracijo in mobilizacijo družbenega kapitala. Pri tem je višina obresti določena z zakonom ponudbe in povpraševanja po kapitalu, ima pa splošne smernice, da obrestna mera v času gospodarskega razcveta pada in je na splošno nizko ravni, ob pojavu krize naraste, po minulem krču in paniki pa ponovno prične padati.

### Akumulacija kapitala
Presežna vrednost (profit) kapitala se deli na dva dela. Prvi del je osebni dohodek, ki ga kapitalist uporabi za zadovoljitev lastnih osebnih potreb. Ali so te potrebe osnovne življenjske potrebščine ali luksuzna potrošnja, je na tem mestu nepomembno; ključno je, da je ta osebni dohodek kapitalista presežna vrednost, ki jo je pridobil z eksploatacijo delovne sile, natančneje mezdnega dela. Če je vsa presežna vrednost namenjena osebni porabi kapitalista, če se je torej nič ne porabi za dejansko akumulacijo, govorimo o enostavni reprodukciji kapitala.
V nasprotnem primeru gre preostanek presežne vrednosti (tj. presežna vrednost, ki ni osebni dohodek kapitalista) v akumulacijo kapitala. To pomeni, da se pridobljena presežna vrednost priključi preostanku kapitala, s čimer povečuje njegov obseg. To je tudi glavni smoter kapitalistične produkcije. Kapitalist lahko zaradi svojega razrednega položaja sicer uživa več kot nadpovprečen življenjski standard, ampak to ni osnovni namen produkcije presežne vrednosti. Ta je nasprotno ravno akumulacija kapitala; luksuzni življenjski stil kapitalista je stranska posledica produkcije presežne vrednosti, ki se lahko celo prikazuje kot ovira njeni osnovni nalogi akumulacije kapitala.

#### Rezervni denarni sklad
Presežna vrednost, namenjena akumulaciji kapitala, se temu ne more pridružiti v kakršnemkoli obsegu. To je najbolj razvidno pri kapitalu, ki ima visoko organsko sestavo, ki ima, natančneje, visok delež fiksnega kapitala (kot npr. strojev in trajnih investicij, kot npr. rudniških jaškov). Ekspanzija produkcije zahteva, na primer, nakup novega stroja, katerega vrednost pa ni poljubne vsote. Presežna vrednost, akumulirana v enem ciklu (tj. uspešno zaključeni cirkulaciji) kapitala, nikakor ni nujno zadostna, da se kapitalistična produkcija tudi dejansko razširi. V navedenem primeru: dovolj, da se kupi tako stroj in zaposli dodatna delovna sila, ki ta stroj upravlja. Tako je pogost scenarij, da je takšna razširitev produkcije možna šele tekom več uspešnih cirkulacij kapitala.
V tem primeru se ustanovi rezervni denarni sklad, v katerega se steka akumulirana presežna vrednost. Ko je ta dovolj velika, da je ekspanzija produkcije možna tudi iz praktičnega vidika, se priključi kapitalu, ki je že v cirkulaciji, brez vsakršnih posebnosti. Nov stroj se, na primer, postavi v že obstoječi produkcijski obrat, tako kot se odpre nova podružnica brez kakršnihkoli posebnosti.

### Posledice akumulacije kapitala
Zelo pomembna posledica akumulacije kapitala je koncentracija kapitala, ki izhaja iz konkurence med kapitalisti. Ta namreč vodi tudi do propada kapitalistov, ki so iz konkurenčnega boja izšli kot poraženci; njihova produkcijska sredstva v takšni ali drugačni obliki prevzame kapitalist, ki je v konkurenčnem boju zmagal. Takšen razvoj koncentracije kapitala vodi tudi do nastanka kapitalističnih monopolov, ki torej v kapitalizmu niso anomalija, ampak so nasprotno rezultat konkurenčnega boja med kapitalisti; zaradi konkurenčnega boja tako zunaj kot znotraj monopolov ti niso večni, ampak sčasoma razpadejo in se ponovno izoblikujejo.
Dodatna posledica koncentracije kapitala je koncentracija produkcije, kar dodatno pospeši njeno rast. S tem se poglablja za kapitalizem značilen razkol med družbeno produkcijo in konsumpcijo, ki vodi do periodičnih gospodarskih kriz. Uvedba masovne produkcije (ki vključuje masovne stroje) ima dodatne posledice. Po eni strani je njen rezultat večja produktivnost dela, kar ima za posledico, da povpraševanje po delovni sili narašča počasneje kot obseg produkcije; kapitalistični način produkcije ima s tem sistemsko zagotovljeno industrijsko rezervno armado (tj. nadaljnji obstoj brezposelnosti je s tem sistemsko zagotovljen). Nadalje vodi večja vloga strojev do slabšega prilagajanja obsega produkcije; upočasnitev ali zaustavitev (in nato ponovni zagon) strojev kapitalistu povzročata stroške, kar še ojača njegov odpor k omejevanju produkcije. To je še posebej značilno pri sektorjih, ki imajo že po svojem značaju visoko organsko sestavo kapitala (tj. da stroji sestavljajo velik delež celotnega kapitala); takšen primer sta rudarstvo in metalurgija.

#### Akumulacija kapitala in razredni boj
Iz vidika razrednega boja ima akumulacija kapitala mešan vpliv. 
Po eni strani koncentraciji produkcije sledi tudi koncentracija delovne sile. Iz vidika razrednega boja to pomeni dvoje. Prvič: če se poveča koncentracija delavcev, jih je tudi lažje organizirati v razredni boj. Nadalje ima ta za kapitalistično ekonomijo bistveno bolj uničujoče posledice; če je velika tovarna paralizirana zaradi stavke, ima to bistveno večje družbene posledice, kot če se ista stavka zgodi pri majhnem kapitalistu.
Po drugi strani pa s koncentracijo kapitala narašča tudi njegova moč. Razredno povezovanje ni značilno le za proletariat, ampak (z eskalacijo razrednega boja) tudi za buržoazijo, ki ustanavlja lastne zveze proti proletariatu (tako imenovane črne liste »problematičnih« delavcev so relativno mili primer). Akumulacija kapitala posledično vodi tudi do eskalacije razrednega boja in ga pritiska k radikalizaciji; ker se z akumulacijo kapitala veča tudi njegova moč nasproti proletariatu, mora ta že za uveljavitev svojih reformističnih zahtev nastopati bistveno bolj militantno, s čimer se tudi odprejo dodatne možnosti revolucionarnega delovanja.

### Zgodovinski razvoj kapitala
Trgovski in obrestonosni (oderuški) kapital sta obstajala že pred uveljavitvijo kapitalizma kot dominantnega načina družbene produkcije. Pri obeh primerih pa ne smemo zamešati med pred-kapitalističnim trgovskim in oderuškim kapitalom ter njihovima različicama v okviru kapitalistične produkcije. Trgovski kapital je na primer bil relativno neodvisen od produkcijskega procesa (tj. Od posameznega producenta); zaradi nepovezanosti trga je zaradi širšega dostopa do informacij bil celo v privilegiranem položaju. Oderuški oziroma obrestonosni kapital ni služil kot sredstvo za pospešitev cirkulacije (kot to stori kreditni denar) ali kot orodje za mobilizacijo družbenega kapitala, ampak je nasprotno njegova edina funkcija bila izžemanje svojih dolžnikov; ti se zaradi kredita niso širili (kot se kapital v kapitalizmu), ampak so hirali,
Oba kapitala sta imela vlogo pri vzpostavitvi kapitalističnega načina produkcije. Trgovski kapital je poleg kolonialnega ropanja bil eden izmed pomembnih vzvodov koncentracije družbenega bogastva v rokah peščice posameznikov (bodočih kapitalistov). Oderuški kapital je k razvoju kapitalizma pripomogel tako, da je slabil njegovega predhodnika; njegove obresti so dušile tako kmeta kot fevdalca.
Da je kapitalizem postal tudi dominanten način produkcije, je bilo treba ločiti producenta (kmeta) od njegovih produkcijskih sredstev; bilo je treba še ustvariti razred mezdnih delavcev, ki so ključni element produkcije presežne vrednosti (in s tem funkcioniranja kapitala nasploh). Ta proces se imenuje prvotna akumulacija kapitala.